# Jävenitz
Jävenitz este o comună din landul Saxonia-Anhalt, Germania.